# Carex hebecarpa
Carex hebecarpa är en halvgräsart som beskrevs av Carl Anton von Meyer. Carex hebecarpa ingår i släktet starrar, och familjen halvgräs. IUCN kategoriserar arten globalt som livskraftig.

## Underarter
Arten delas in i följande underarter:
- C. h. maubertiana
- C. h. ligulata
- C. h. hebecarpa